# Kulajînți, Hrebinka
Kulajînți (în ucraineană Кулажинці) este o comună în raionul Hrebinka, regiunea Poltava, Ucraina, formată numai din satul de reședință.

## Demografie
Componența lingvistică a comunei Kulajînți
     Ucraineană (97,29%)
     Rusă (2,53%)
     Alte limbi (0,18%)
Conform recensământului din 2001, majoritatea populației comunei Kulajînți era vorbitoare de ucraineană (97,29%), existând în minoritate și vorbitori de rusă (2,53%).